# ريس هيلز
ريس هيلز (بالإنجليزية: Reece Hales)‏ هو لاعب كرة قدم بريطاني في مركز الهجوم، ولد في 12 فبراير 1995 في برمنغهام في المملكة المتحدة. لعب مع برمنغهام سيتي وكيدرمينستر هاريرز ونادي ستوربريدج ونادي ووستر سيتي.

## وصلات خارجية
- ريس هيلز على موقع قاعدة بيانات كرة القدم.إي يو (الإنجليزية)
- ريس هيلز على موقع Soccerbase.com (لاعب) (الإنجليزية)
- ريس هيلز على موقع Soccerway.com (الإنجليزية)